# Følelsesmæssig sårbarhed
 Denne artikel bør gennemlæses af en person med fagkendskab for at sikre den faglige korrekthed.

Følelsesmæssig sårbarhed er en følelse, der kan opstå, hvis man har været for åben i sine følelser eller har kastet disse ind i situationer, hvor de ikke er blevet gengældt. Man kan ligeledes blive følelsesmæssigt såret, hvis der ikke er en overensstemmelse mellem, hvad man forventer, og hvordan en modpart reagerer.
Undladelseshandlinger eller bevidste handlinger fra en modpart kan blandt andet være medvirkende til dette.
| Psi | Spire Denne artikel om psykologi er en spire som bør udbygges. Du er velkommen til at hjælpe Wikipedia ved at udvide den. |